# Protestas en Palestina de 2011-2012
Las protestas en Palestina de 2011-2012 fueron una serie de protestas en la Autoridad Nacional Palestina y la Franja de Gaza gobernada por Hamás, organizadas por varios grupos palestinos como parte de la Primavera Árabe. Las protestas tenían como objetivo protestar contra el gobierno palestino, así como apoyar los levantamientos populares en Túnez, Egipto y Siria. La primera fase de protestas tuvo lugar durante 2011 y la segunda fase en 2012.
Algunos sugirieron que las protestas de 2012 también se inspiraron en la Primavera Árabe. Los manifestantes protestaban contra las políticas económicas de la Autoridad Nacional Palestina (ANP) y el creciente costo de vida. El 1 de septiembre de 2012, la ANP elevó el precio del combustible, así como la tasa del impuesto al valor agregado. Han tenido lugar manifestaciones masivas en todo el territorio de la Autoridad Palestina, incluso en Ramallah, Nablus, el campamento de Balata, Bir Zeit, el campamento de Jalazun, Hebrón, Belén, Beit Jala, el campamento de Dheisheh, Yenín, Jericó, Tulkarm y Dura. Las protestas de 2012 se han caracterizado por cierres de carreteras, quema de neumáticos, autoinmolaciones, manifestaciones pacíficas, enfrentamientos con lanzamiento de piedras y huelgas de trabajadores.

## Primera fase

### Metas
El objetivo de las primeras protestas era unificar a los dos partidos gobernantes, Fatah y Hamás . Otras razones incluyeron el desempleo, la inflación y la falta de crecimiento económico .

### Febrero de 2011
La Autoridad Palestina impidió varias manifestaciones en apoyo de los manifestantes en Túnez y Egipto. El 3 de febrero, la policía palestina dispersó una manifestación contra Mubarak en el centro de Ramallah, también detuvo a cuatro personas, confiscó las imágenes de un camarógrafo y, según informes, golpeó a los manifestantes. Se permitió que se llevara a cabo una manifestación más pequeña a favor de Mubarak en la misma zona y fue custodiada por la policía.

### Octubre de 2011
El 15 de octubre, tuvo lugar en la Franja de Gaza una protesta contra Assad que expresaba su solidaridad con los refugiados palestinos en Siria afectados por los disturbios, a la que asistieron 150 personas. Las fuerzas policiales de Hamás dispersaron la manifestación, alegando que se llevó a cabo sin permiso.

### Resultado
El 1 de febrero de 2012, la Autoridad Palestina anunció que celebraría elecciones municipales en julio. Algunas fuentes especularon que este anuncio fue una reacción a las protestas antigubernamentales en Egipto. Sin embargo, las elecciones se pospusieron hasta el 22 de octubre de 2012 y luego se suspendieron indefinidamente debido a una división interna dentro de la Autoridad Palestina sobre los candidatos de muchos de los municipios y consejos, y al temor de que los partidarios de Hamás respalden a los opositores de la Autoridad Palestina.

## Segunda fase

### Causas
Un aumento de los precios del combustible, la reducción de la calidad de vida, una crisis financiera y el impago de los pagos salariales mensuales de unos 150 000 trabajadores palestinos provocaron las protestas. Además, la ANP advirtió sobre posibles cortes de electricidad en grandes áreas de la Ribera Occidental, lo que provocó un aumento de las tensiones sociales. Gran parte de la ira de los manifestantes se ha dirigido hacia el gobierno del primer ministro Salam Fayyad. También se ha apuntado el Protocolo de Relaciones Económicas de 1994, un acuerdo interino que forma parte de los acuerdos de Oslo mediante el cual Israel controla el comercio palestino y recauda impuestos en nombre de la ANP. Otras fuentes que señalan la centralidad del Protocolo de París también han afirmado que estas han sido las primeras protestas en Cisjordania palestina por no ser puramente "políticas".
Debido a las restricciones israelíes sobre la economía palestina, la ANP depende de la ayuda exterior. Debido a los retrasos en la financiación de los Estados Unidos y varios países árabes, el déficit presupuestario acumulado se ha convertido en una crisis financiera para la ANP. El profesor y ex portavoz de la ANP, Ghassan Khatib, afirma además que la expansión de los asentamientos israelíes y la posterior confiscación de tierras cultivables y otros recursos naturales ha aumentado la dependencia de la ANP de los fondos extranjeros, así como el "agotamiento" de otros medios, como la obtención de préstamos bancarios y préstamos del sector privado.

### Cronología

#### Setiembre de 2012
4 de septiembre: Se llevaron a cabo protestas masivas en las que participaron miles de palestinos en ciudades de Cisjordania en protesta por el aumento de los precios, el aumento del costo de vida, el manejo de la crisis financiera por parte de Salam Fayyad y el Protocolo de París. Varios grupos manifestantes también enfatizaron que estaban protestando contra la ocupación israelí además de las terribles condiciones. En Hebrón, decenas de vehículos de transporte público se desplazaron desde el extremo norte al sur de la ciudad protestando por el costo del combustible, mientras que cientos de personas participaron en las protestas que se llevaron a cabo en el centro de la ciudad. Se prendió fuego a una efigie del primer ministro Fayyad.
Se produjeron manifestaciones más pequeñas en Ramallah, Belén y Yenín. En la ciudad de al-Dura, en el sur de Cisjordania, Khaled Abu Rabee, de 42 años, se echó gasolina sobre sí mismo y entró en el ayuntamiento en un aparente intento de autoinmolación. Fue detenido por un guardia de seguridad.
5 de septiembre: En Ramallah, un hombre de Gaza intentó sin éxito prenderse fuego a él y a su hija de 6 años que tenía cáncer en protesta por su incapacidad para pagar el tratamiento del cáncer y el alto precio de la vida. Fue detenido por la policía que lo arrestó. Mientras tanto, los escolares protestaron por los precios de los productos básicos en Beit Jala.
En respuesta a las crecientes protestas en Cisjordania, el presidente palestino Mahmud Abás anunció que había comenzado la "Primavera Palestina", que se relaciona con la Primavera Árabe regional. Además, citó un proverbio palestino que dice que "el hambre es desleal", reconociendo que la gente piensa en alimentar a sus familias como la máxima prioridad.
6 de septiembre: Continuaron las manifestaciones en las ciudades de Cisjordania. En Belén, Beit Jala y Beit Sahour, en su mayoría manifestantes jóvenes, forzaron el cierre de muchas calles al tráfico. Cientos de personas se reunieron para manifestarse en Nativity Street. En Yenín, los manifestantes exigieron la dimisión de Salam Fayyad, mientras que en Tulkarm los manifestantes marcharon con burros en un gesto al alza del precio del transporte convencional. Los taxistas iniciaron una huelga masiva para protestar por el aumento de los precios del combustible. Fayyad anunció en la radio Voice of Palestine que estaba "listo para renunciar", pero el reemplazo de funcionarios del gobierno no aliviaría la crisis financiera de la ANP.
7 de septiembre: La Iniciativa Nacional Palestina declaró su apoyo a las protestas contra el aumento del costo de vida en Cisjordania y pidió un "cambio radical" en la política económica.
8 de septiembre: Decenas de manifestantes cerraron varias calles en Tulkarm y Ramallah el sábado, mientras continúan las protestas contra el aumento del costo de vida en Cisjordania. Una carretera principal en Tulkarm fue bloqueada con piedras y neumáticos en llamas y los manifestantes en Ramallah cerraron varias calles en el centro de la ciudad. El presidente Mahmud Abás reiteró que Israel y algunos países árabes comparten la culpa de la crisis financiera de la Autoridad Palestina. Dijo que la Autoridad Palestina no buscará detener las protestas populares mientras sigan siendo pacíficas y no dañen los intereses públicos. Sin embargo, enfatizó que el gobierno no permitirá ningún ataque a la propiedad pública.
9 de septiembre: Los manifestantes en Ramallah pidieron al presidente Mahmud Abás que dimitiera el domingo, mientras continúan las protestas por el aumento del costo de la vida en Cisjordania. Los camioneros bloquearon el tráfico en la plaza Manara de Ramallah mientras la gente marchaba en el centro de la ciudad contra las políticas económicas de la Autoridad Palestina. Un líder de las protestas populares, Mahir Amir, dijo a la agencia de noticias Ma'an que los manifestantes querían enviar un mensaje al presidente Abás para instarlo a anular el Protocolo de París con Israel. Las protestas también exigen que la OLP desempeñe un papel apropiado en el control de la Autoridad Palestina.
10 de septiembre: Taxistas, maestros comerciantes y otros trabajadores palestinos se unieron a una huelga general. El jefe del Sindicato de Transporte Público de Cisjordania, Nasser Younis, declaró que participaban más de 24 000 conductores, mientras que el director del sindicato de taxis en Yenín informó que se habían unido 700 automóviles y 120 autobuses. La actividad en ciudades, pueblos y campos de refugiados se ha congelado en gran medida como resultado de la huelga del transporte público.
En Hebrón, la policía se enfrentó a manifestantes que atacaron las oficinas municipales y los camiones de bomberos de la ciudad. Posteriormente, varios miles de manifestantes arrojaron piedras a una comisaría de la ciudad. La policía respondió con gases lacrimógenos para dispersar las protestas. Según la agencia de noticias Ma'an, decenas de manifestantes y policías resultaron heridos. El gobernador de la gobernación de Hebrón, Kamal Hmeid, acusó a una "minoría sin ley" de los enfrentamientos.
También se produjeron enfrentamientos en Belén en el cruce de Bab al-Zaqaq después de que los taxistas bloquearon la entrada del tráfico. Más enfrentamientos estallaron cerca de la calle Karkafeh cuando varias personas arrojaron piedras a los camiones que bloqueaban la calle como parte de las protestas. En el campo de refugiados de la ciudad de Dheisheh, los manifestantes marcharon hacia la sede presidencial local del presidente Abás coreando consignas que lo condenaban a él, al primer ministro Fayyad y al Protocolo de París. Para evitar enfrentamientos, los organizadores de la protesta formaron una cadena humana para separarse de las fuerzas de seguridad. Las protestas exigiendo la renuncia de Fayyad estallaron en la cercana Beit Jala. Los organizadores instaron a los participantes a abstenerse de dañar la propiedad pública.
En Ramallah, los manifestantes quemaron neumáticos y cubos de basura al bloquear varias de las carreteras principales de la ciudad. Los taxistas se unieron a los manifestantes que corearon "vete, vete" (irhal, irhal), un eslogan común que se escuchó durante toda la Primavera Árabe. También se llevaron a cabo protestas en las localidades cercanas de Bir Zeit y Jalazun Camp.
Las carreteras fueron bloqueadas en la ciudad norteña de Yenín, lo que obstaculizó el comercio en la ciudad. En otro incidente, varios policías palestinos resultaron heridos cuando los manifestantes arrojaron piedras y botellas de vidrio a una comisaría de policía de Naplusa. También se bloqueó el tráfico en algunas calles de la ciudad. Los funcionarios palestinos informaron que los manifestantes eran de 100 a 200 personas. En el campamento adyacente de Balata, donde los manifestantes bloquearon la carretera principal del campamento. Se informó de más protestas en Tulkarm y Jericó.
La portavoz de la ANP, Nour Odeh, afirmó que las autoridades protegerían los derechos de los manifestantes y garantizarían su seguridad, aunque agregó que el gobierno responsabilizaría a los infractores de la ley.
11 de septiembre: Los estudiantes universitarios y de secundaria han planeado unirse a la huelga general.
26 de septiembre: Unos 500 palestinos protestaron en el campo de refugiados de Bureij en la Franja de Gaza, donde las manifestaciones contra el gobierno de Hamás son raras. Comenzaron tras la muerte de un niño residente como resultado de un incendio durante un corte de energía, un hecho frecuente en la Franja de Gaza debido a la escasez de combustible. Los manifestantes pidieron la caída de la administración de Hamás, a la que acusaron de incompetente, y también culparon al gobierno rival en Cisjordania encabezado por Fayyad y Abás. El portavoz de Hamás, Taher al-Nono, culpó a Egipto por la crisis del combustible ya la comunidad internacional por permitir la continuación del bloqueo de la Franja de Gaza.

#### Octubre de 2015
2 de octubre: Unas 200 personas se manifestaron en la ciudad cisjordana de Ramallah para exigir la dimisión del presidente palestino Mahmud Abás. Agitando banderas y gritando "Abu Mazen (Abás) se va", marcharon desde la plaza central de Al-Manara hacia la sede presidencial. Fueron bloqueados por la policía y hubo algunas refriegas antes de que los manifestantes se dispersaran. La marcha había sido convocada para denunciar la detención en Cisjordania, controlada por el partido Fatah de Abás, de partidarios del movimiento islamista Hamás, y detenciones en la Franja de Gaza de simpatizantes de Fatah controlada por Hamás.

### Resultado
El 14 de febrero de 2013, en medio de llamamientos panárabes a la reforma, el primer ministro de la Autoridad Palestina, Salam Fayyad, presentó su dimisión junto con la de su gabinete al presidente Mahmud Abás. Después de consultar con otras facciones, instituciones y grupos de la sociedad civil, Abás le pidió que formara un nuevo gobierno. Fayyad y miembros de la facción Fatah de Abás habían exigido durante mucho tiempo la reorganización.